# مکس واگنر
مکس واگنر (انگلیسی: Max Wagner؛ ‏ ۲۸ نوامبر ۱۹۰۱ – ۱۶ نوامبر ۱۹۷۵) بازیگر اهل ایالات متحده آمریکا بود. او در بیش از ۴۰۰ فیلم بازی کرد.

## گزیدهٔ فیلم‌شناسی
- اولین اتومبیل
- تماس اضطراری
- شکوه صبح
- پسران صحرا
- جنگل گمشده
- رمانتیک در منهتن
- گلوله‌ها یا قرعه‌ها
- بیا و بگیرش
- تنها یکبار زندگی می‌کنید
- سن کوئنتین
- جزیره آلکاتراز
- زاده برای وحشی بودن
- مواظب باش پروفسور
- بال‌های نیروی دریایی
- بازگشت سیسکو کید
- دختر خیابان پنجم
- دهه پرشور بیست
- رینو
- خوشه‌های خشم
- باک بانی دوباره می‌راند
- تگزاس
- تفنگ‌های بزرگ
- سنکپ
- شهره شهر
- داستان پام بیچ
- گاوبازها
- تعطیلی ازدست‌رفته
- سرزمین اصلی اسپانیایی
- هر کس سوی خودش
- عشق عجیب مارتا ایورس
- چه زندگی شگفت‌انگیزی
- سندباد دریانورد
- گناه هارولد دیدلباک
- تسخیرشده
- ساعت بزرگ
- نیروی اهریمن
- اسب سرخ
- ال پاسو
- عصر وحشت
- جو یانگ قدرتمند
- آسمان بزرگ
- بینوایان
- ملاقات ابوت و کاستلو با کاپیتان کید
- منطقه گرمسیری
- دختر روستایی
- زیر آب!
- شرق بهشت
- پسر سندباد
- غیرقانونی
- دادگاه نظامی بیلی میچل
- فاتح
- روح سنت لوئیس
- اتوبوس سرگردان
- بوکانیر
- قصر یخی
- طلوع در کمپوبلو
- آدا
- مردی که لیبرتی والانس را کشت
- کشتن مرغ مقلد
- دنیای دیوانه، دیوانه، دیوانه، دیوانه
- ۴ نفر برای تگزاس
- دعوت از یک تیرانداز
- مسابقه بزرگ
- هدف اسلحه
- ویکو
- طناب اعدام
- بچه رزماری
- شجاعت واقعی
- حرامیان
- دابلیویواس‌ای
- فرانکنشتاین جوان
- ۱۱ یار اوشن
- عصر وحشت